# Nokturno (opera)
Nokturno (v ukrajinském originále Ноктюрн) je poslední opera ukrajinského skladatele Mykoly Vitalijovyče Lysenka na libreto Ljudmyly Mychajlivny Starycké-Černjachivské. Jednoaktová opera, kterou skladatel nazval „opera-okamžik“ („opera-chvilinka“) vznikla v roce 1912 a poprvé ji, již po skladatelově smrti, uvedlo Městské divadlo v Kyjevě.
Libreto k této poslední Lysenkově opeře napsala jeho neteř Ljudmyla Mychajlivna Starycka-Černjachivs'ka (1868–1941), dcera skladatelova dlouhodobého přítele, spolupracovníka, libretisty a švagra Mychajla Staryckého (1840–1904). Podobně jako v předchozí Aeneidě se v ní odklonil od vlasteneckých námětů a folklórního zpracování a zvolil si moderní látku, v níž postavil do konfrontace lidovou i umělou romantickou píseň, jak je sám skládal, na jedné straně jako reprezentanty uplynulého století a na straně druhé moderní (i zvukový) svět začínajícího století dvacátého. Jako příznačný motiv pro starý svět zvolil skladatel salónní píseň Время невозвратное (Nenávratný čas), kterou zpívávala jeho matka Olga Jeremijevna Lucenková. Podle S. Neefové „tato operní miniatura kongeniálně zachycuje situaci intelektuála po prohrané měšťanské revoluci a před revolucí socialistickou“.
Opera vstoupila na repertoár ukrajinských divadel (např. roku 1927 se hrála poprvé v Oděse) a ve 30. letech 20. století ji vysílal i rozhlas v tehdy polském Lvově. Ve stálých divadlech se (stejně jako jednoaktovky celkově) neobjevuje příliš často, pravidelně ji však uvádějí soubory hudebních škol, kterým vyhovuje komorním ražením – v nedávné době např. operní škola v Kyjevě nebo hudební akademie ve Lvově.
Operu přeinstrumentoval skladatel Jakov Jakymenko-Stepovyj.

## Osoby
- Dívka s růží – koloraturně-lyrický soprán
- Důstojník – baryton
- Bakchantka – alt
- Cvrčice – lyrický soprán
- Cvrček – mezzosoprán
- Stará paní – němá role
- Pokojská – mluvená role
- Sny růžové a zlaté – tanečníci

## Děj opery

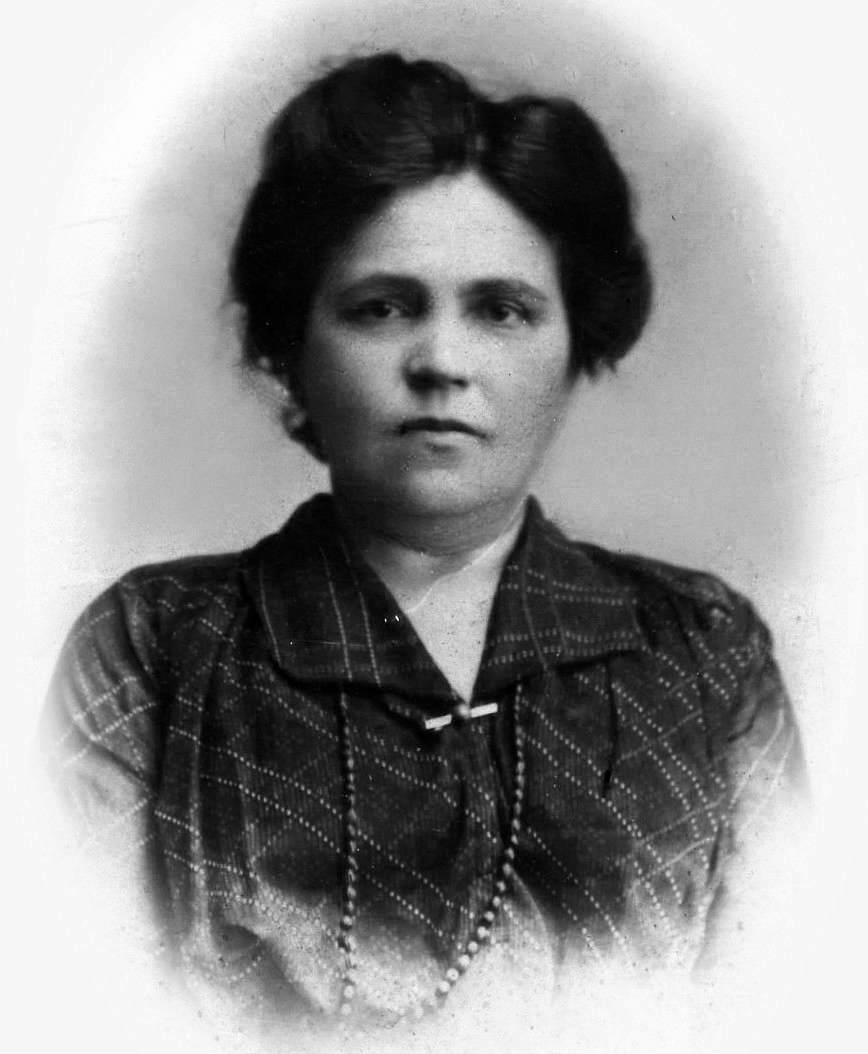
Ljudmyla Starycka-Černjachivs'ka, libretistka opery

(Staromódně zařízený pokoj s klavírem, sochou bakchantky a s portréty staré paní, dívky s růží a důstojníka v uniformě z roku 1812. Večer.)
Služebná uklízí pokoj: zavírá okna, zatahuje závěsy, zhasíná světla. Stěžuje si na svou nudnou a namáhavou práci a diví se pánům, že si nechávají pokoje tak plné starého haraburdí. Kdyby bylo na ní, zařídila by je mnohem veseleji a podle módy a všechty ty krámy, včetně starých zašlých portrétů, by použila na podpal.
Sešeří se. V tichu místnosti se objeví cvrček a cvrkáním přivolá svou cvrčici. Oba pak zpívají o noci, v níž z nebe slétají sny (cvrček: Diň-diň… diň-diň / Дінь-дінь… дінь- дінь; cvrčice: Serdce stuka, serdce bjeťsja / Сердце стука, сердце б'єтся a duet Nič solodka, nič tajemna / Ніч солодка, ніч таємна). Růžové a zlaté sny se objeví, víří, prolínají se a zase mizí (tanec snů).
Za snu se probudí bakchantka. Připíjí a zpívá slávu životu a své bohyni Astartě (árie Pjo za žitťja, za vtichu našu! / П'ю за життя, за втіху нашу).Poté z portrétu vystupuje dívka s růží- zatímo temperamentní bakchantka pochází z kraje tepla a slunce, strávila dívka mládí v tichu domova, sedíc za oknem a čekajíc na svého milého (dialog Chto ce spiva? Čij čuty holos? / Хто це співа? Чий чути голос? a arieta dívky s růží Nače sonečko z očej / Наче сонечко с очей).
Vystupuje i důstojník, dívčin milenec: padl kdysi ve válce, ale teď žije a je konečně se svou milou (árie O, ni! O ni!... Ležav ja sam na poli sičy / О, ні! О ні!... Лежав я сам на полі січи a duet Sonce v tvoich liš očach / Сонце в твоїх лиш очах). Připojí se k nim i stará paní, mlčky zasedá za klavír a hraje milencům k tanci. Bakchantka, cvrček a crvrčice komentují, jak před nimi ožívá ve snech a vzpomínkách minulost (tercet Zhuky dalekii, zhuky zabutyi / Згуки далекії, згуки забутиі). Všichni se zastavují: v nočním tichu zaznívá daleká píseň, zapomenuté sny, dávno minulé chvíle života (kvintet Znykly zijšly my / Зникли зійшли ми).
Bijí čtyři hodiny. Socha i portréty se vracejí na svá místa. Rozespalá pokojská vchází, rozhrnuje závěsy a otevírá okna. Do pokoje začnou proudit zvuky čilého ruchu ulice.

## Nahrávky
Ukrajinský rozhlas pořídil dvě nahrávky opery (viz externí odkazy):
- 1958, zpívají studenti Lvovské konzervatoře, symfonický orchestr Lvovské filharmonie diriguje Mykola Kolessa
- 1991, zpívají (dívka s růží) Viktoria Lukjanec, (důstojník) Mykola Kovaľ, (bakchantka) Svitlana Kysla, (cvrčice) Ljudmyla Semenenko, (cvrček) Tetjana Kuzminova. Symfonický orchestr Ukrajinského rozhlasu diriguje Ivan Gamkalo